# Klos, Elbasan
Klos, Elbasan là một xã trong quận Elbasan thuộc hạt Elbasan, Albania. Dân số năm 2005 là 3570 người.